# Pioggia, vapore e velocità
Pioggia, vapore e velocità è un dipinto a olio su tela (91×122 cm) del pittore inglese William Turner, realizzato nel 1844 e conservato alla National Gallery di Londra.

## Descrizione

### «Pioggia, vapore…»
Turner presentò l'opera nel 1844 alla Royal Academy. La critica, pur non mancando di riservargli qualche giudizio sfavorevole, rimase molto impressionata dall'audacia della composizione.  In Pioggia, vapore e velocità, infatti, Turner riesce a liberarsi dalla tirannia del disegno, lasciando erompere il colore, con una tavolozza arpeggiata sui toni gialli e neri. L'artista in questo modo abbandona lo zelo indagatorio tipico del vedutismo tradizionale, e approda a una visione del dato naturalistico tipicamente romantica, dove «l'immagine è suggestione, associazione, ricordo, la materia pittorica è l'opera stessa, è spazio, forma e prospettiva che si dilata nel colore». Ciò è evidente soprattutto nella trattazione della parte sinistra del dipinto, completamente dissolta dal furore della luce, dove si distinguono appena diversi bagnanti baluginare nelle acque del Tamigi, un ponte a tre arcate e alcune imbarcazioni.
Altrettanto innovativa è la tessitura luministica di Pioggia, vapore e velocità. In questo dipinto Turner riesce finalmente a trovare quella scintilla necessaria per far deflagrare la luce, già presente in potenza in molte sue opere precedenti. Le forme, infatti, sono incerte e indefinite, e si smaterializzano nella luce grigia e lattiginosa e nell'atmosfera satura di pulviscolo: lo stesso titolo, d'altronde, sottolinea che l'aria è pregna di «pioggia» e «vapore».

### ... e «velocità»
(Fraser's Magazine, giugno 1844)

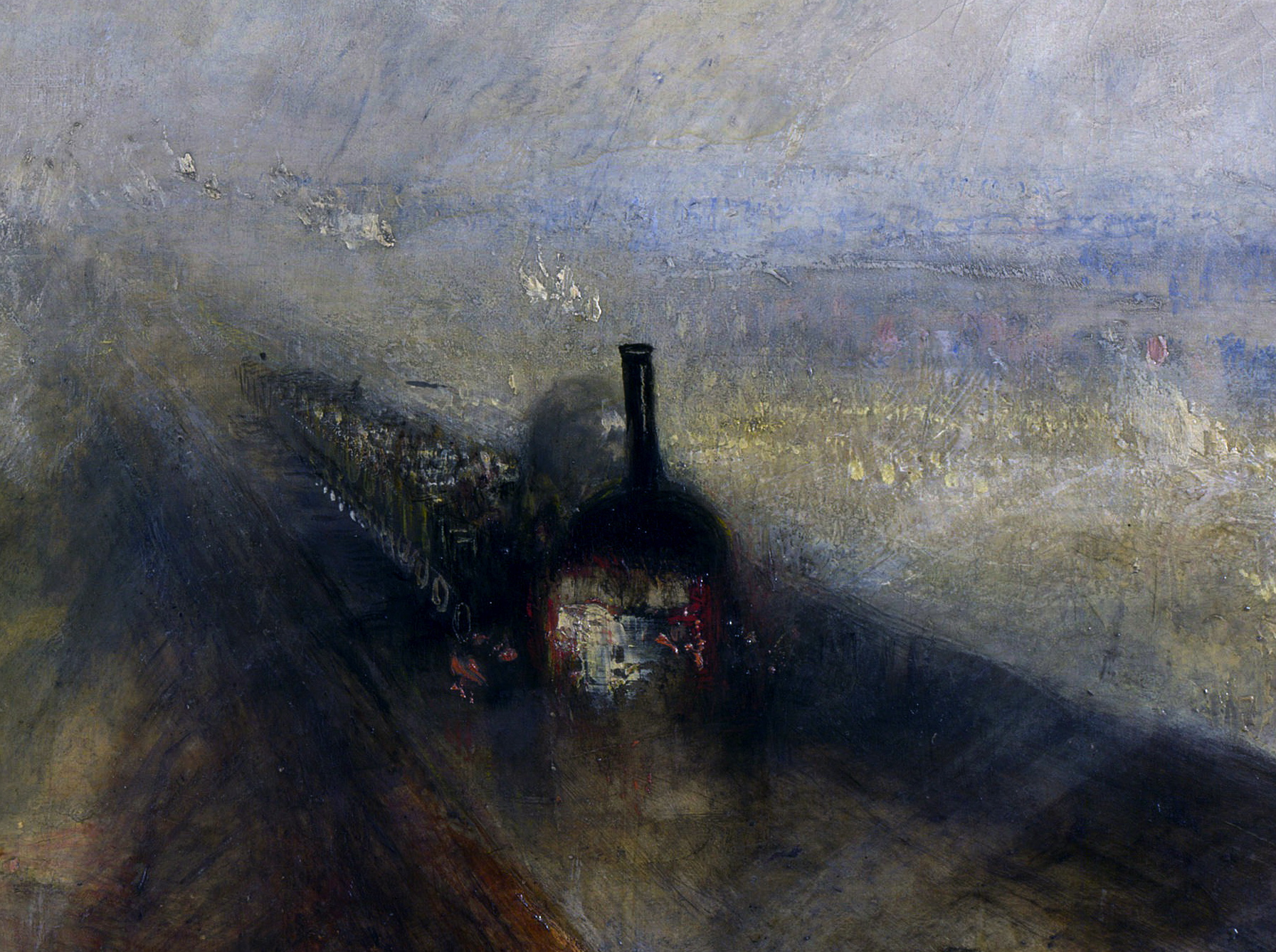
Alla «velocità» allude il treno scuro dagli occhi di brace che corre forsennatamente sui binari

Sempre il titolo evoca un terzo elemento che rappresenta di fatto il perno tematico del dipinto: si tratta della «velocità», simbolicamente rappresentata da un elemento decisamente nuovo, il treno. La locomotiva era un mezzo di trasporto introdotto per la prima volta nel 1804 da Richard Trevithick e già nel 1825 fu inaugurata la prima ferrovia pubblica: la "Stockton & Darlington Railway". Mentre la maggior parte degli artisti, scettici verso l'era del vapore, riscoprivano la pittura del passato, Turner non si lasciò intimorire dalle locomotive: anzi, ne subì irrimediabilmente il fascino. Fu per questo motivo che egli decise di omaggiare la nuova epoca scegliendo proprio di raffigurare un treno: era la prima volta che un convoglio ferroviario era oggetto di rappresentazione pittorica ad opera di un artista affermato.
Nel dipinto il treno della Great Western Railway si avventa sul ponte ferroviario di Maidenhead, precipitandosi verso lo spettatore con una velocità tale che pare voglia uscire dalla tela: a creare questa sensazione di dinamismo concorrono il taglio obliquo del ponte, la sua prospettiva e l'angolazione non frontale di ripresa. Sotto il profilo simbolico, invece, l'inarrestabile forza della locomotiva è ribadita dalla presenza della lepre, il più veloce degli animali, che corre sulle rotaie, forse per sfuggire al treno, forse per gareggiare in velocità con esso. Intuendo il potenziale artistico della modernità, inoltre, Turner riconduce il treno nella categoria estetica del sublime. Anche gli elementi artificiali, oltre a quelli naturali, possono dunque confrontarsi con il sublime, in quanto anche essi «tendono a colmare l’animo di un orrore dilettevole» (Edmund Burke), anche se i binari del treno non hanno un andamento curvilineo (tipico delle burrasche di mare, o degli incendi ...) bensì procede per linee rette, così come qualsiasi altro prodotto dell'uomo. In questo modo, Turner riesce a «trasferire i temi del sublime nel campo della tecnica, dipingendo la fusione del valore industriale con i fenomeni atmosferici della pioggia e della nebbia e associandoli a un nuovo parametro: la velocità» (J. Clay).